# Florin toscan

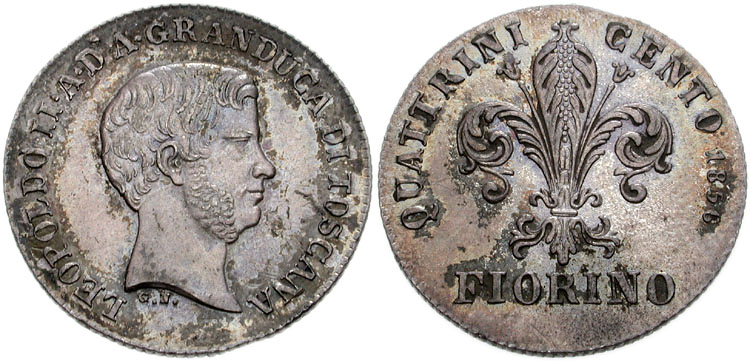
Florin toscan emis sub Leopold al II-lea, Mare Duce de Toscana (1856).

Fiorinul toscan a fost moneda oficială a Marelui Ducat al Toscanei, între 1826 și 1859. Era divizat în 100 de  quattrini. Contemporan cu el, erau în circulație paolo, care avea valoarea de 40 de quattrini, și francescone, cu valoarea 10 paoli sau 4 florini.